# بهرام دهقان
بهرام دهقان یا بهرام دهقانی (زاده ۱۳۳۳ در شیراز) تدوینگر و مدرس سینما اهل ایران است.

## زندگی
وی متولد شیراز و دانش‌آموخته رشته فیلم سازی از دانشگاه کالیفرنیا در لس‌آنجلس آمریکا بوده‌است و تاکنون بیش از ۷۰ تدوین فیلم سینمایی، ۹ مورد دستیاری کارگردانی، یک مورد صداگذاری، دو مورد میکس فیلم، یک مورد ساخت آنونس و یک مورد مشاوره فیلمنامه را در کارنامه خود دارد .خسرو دهقان (منتقد و فیلمنامه‌نویس) برادر اوست. وی در دهه شصت و پیش از شروع حرفه تدوین با ماهنامه فیلم همکاری می کرد.همچنین در فیلم پاییزان بعنوان دستیار اول کارگردان با رسول صدرعاملی همکاری کرده است.

## جوایز و افتخارات
- برنده سیمرغ بلورین بهترین تدوین (بهرام دهقان) فیلم قارچ سمی - بخش مسابقه سینمای ایران دوره ۲۰ جشنواره فیلم فجر (۱۳۸۰)[۷]
- برنده تندیس زرین بهترین تدوین برای فیلم مزرعه پدری - دوره ۸ جشن خانه سینما (بخش مسابقه) (۱۳۸۳)
- برنده جایزه استفاده خلاقانه از فناوری‌های نوین بهرام دهقان برای تدوین فیلم پرسه در مه در جشنواره مطبوعات سینمایی (۱۳۸۵)[۸]
- برنده سیمرغ بلورین بهترین تدوین فیلم‌ها آسمان زرد کم‌عمق و فیلم استرداد از سی و یکمین جشنواره فیلم فجر (۱۳۹۱)[۹]
- دریافت جایزه بهترین تدوین برای فیلم آسمان زرد کم عمق در جشن انجمن منتقدان سینمای ایران (۱۳۹۲)[۱۰]
- برنده سیمرغ بلورین بهترین تدوین برای فیلم ابد و یک روز از سی و چهارمین جشنواره بین‌المللی فیلم فجر (۱۳۹۴)
- برنده سیمرغ بلورین بهترین تدوین برای فیلم عرق سرد (فیلم ۱۳۹۶) از سی و ششمین جشنواره فیلم فجر (۱۳۹۶)
- برنده سیمرغ بلورین بهترین تدوین برای فیلم متری شیش و نیم از سی و هفتمین جشنواره فیلم فجر (۱۳۹۷)[۱۱]
- برنده تندیس زرین بهترین تدوین برای فیلم متری شیش و نیم- بیست و یکمین جشن سینمای ایران (۱۳۹۸)[۱۲]

## تدوین فیلم
- زن و بچه (۱۴۰۴)
- بی‌سروصدا (فیلم) (۱۴۰۲)
- برادران لیلا (۱۴۰۰)
- میجر (۱۳۹۹)
- گربه سیاه (۱۳۹۹)
- حکم تجدیدنظر (۱۳۹۹)
- متری شیش و نیم (۱۳۹۸)
- ایده اصلی (۱۳۹۷)
- جان‌دار (۱۳۹۷)
- سرکوب (۱۳۹۷)
- سونامی (۱۳۹۷)
- استیگمات (۱۳۹۶)
- عرق سرد (فیلم ۱۳۹۶)
- هزارپا (۱۳۹۶)
- خفگی (۱۳۹۵)
- ویلایی‌ها (۱۳۹۵)
- قاتل اهلی (۱۳۹۵)
- ماه در جنگل (۱۳۹۴)
- ابد و یک روز (۱۳۹۴)
- نگار (۱۳۹۴)
- رخ دیوانه (۱۳۹۳)
- ۳۶۰ درجه (۱۳۹۳)
- طعم شیرین خیال (۱۳۹۳)
- من دیه‌گو مارادونا هستم (۱۳۹۳)
- نزدیکتر (۱۳۹۳)
- لامپ صد (۱۳۹۲)
- آسمان زرد کم عمق (۱۳۹۱)
- تنهای تنهای تنها (۱۳۹۱)
- استرداد (۱۳۹۰)
- پل چوبی (۱۳۹۰)
- شیر تو شیر (۱۳۹۰)
- گناهکاران (۱۳۹۰)
- اینجا بدون من (۱۳۸۹)
- قصه پریا (۱۳۸۸)
- خواب‌های دنباله‌دار (۱۳۸۸)
- سنگ اول (۱۳۸۸)
- پرسه در مه (۱۳۸۸)
- کلانتری غیرانتفاعی (۱۳۸۷)
- مانا (۱۳۸۷)
- طلا و مس (۱۳۸۷)
- سرزمین مادری (۱۳۹۶–۱۳۸۷)
- زمانی برای دوست داشتن (۱۳۸۶)
- شب (۱۳۸۶)
- هامون و دریا (۱۳۸۶)
- هر شب تنهایی (۱۳۸۶)
- اتوبوس شب (۱۳۸۵)
- اقلیما (۱۳۸۵)
- پاداش سکوت (۱۳۸۵)
- پارک وی (۱۳۸۵)
- رامی (۱۳۸۵)
- از دوردست (۱۳۸۴)
- پابرهنه در بهشت (۱۳۸۴)
- پروانه‌ای در مه (۱۳۸۴)
- تقاطع (۱۳۸۴)
- رؤیای خیس (۱۳۸۴)
- قتل آنلاین (۱۳۸۴)
- تنهام نگذار (۱۳۸۳)
- خیلی دور، خیلی نزدیک (۱۳۸۳)
- باج خور (۱۳۸۲)
- قدمگاه (۱۳۸۲)
- مزرعه پدری (۱۳۸۲)
- جایی دیگر (۱۳۸۱)
- روز کارنامه (۱۳۸۱)
- کودکانه (۱۳۸۱)
- بر باد رفته (۱۳۸۱)
- قارچ سمی (۱۳۸۰)
- نیمه پنهان (۱۳۸۰)
- آخر بازی (۱۳۷۹)
- هفت پرده (۱۳۷۹)
- بچه‌های نفت (۱۳۷۸)
- تو را دوست دارم (۱۳۷۸)
- دلباخته (۱۳۷۸)
- شراره (۱۳۷۸)
- متولد ماه مهر (۱۳۷۸)
- زشت و زیبا (۱۳۷۷)
- سیب سرخ حوا (۱۳۷۷)
- ساغر (۱۳۷۶)
- براده‌های خورشید (۱۳۷۴)
- ضیافت (۱۳۷۴)
- ماه و خورشید (۱۳۷۴)
- الو! الو! من جوجوام (۱۳۷۳)
- بوی خوش زندگی (۱۳۷۳)
- عبور از تله (۱۳۷۲)
- من زمین را دوست دارم (۱۳۷۲)
- بازیچه (۱۳۷۱)
- سایه‌های هجوم (۱۳۷۱)
- ایلیا، نقاش جوان (۱۳۷۰)
- مدرسه پیرمردها (۱۳۷۰)
- چون ابر در بهاران (۱۳۶۹)
- سکوت (۱۳۶۹)
- عشق و مرگ (۱۳۶۹)
- علی و غول جنگل (۱۳۶۹)
- تمام وسوسه‌های زمین (۱۳۶۸)
- کاکلی (۱۳۶۸)
- تا غروب (۱۳۶۷)
- ستاره و الماس (۱۳۶۷)
- سیمرغ (۱۳۶۶)
- ماهی (۱۳۶۶)
- جدال (۱۳۶۴)